# Kineska veslokljunka
Kineska veslokljunka (lat. Psephurus gladius), monotipski rod riba iz porodice veslokljunki, dio reda jesetrovki. 
Kineska veslokljunka može narasti do 300 cm. i težiti do 300 kg., i endem je u kineskoj rijeci Yangtze i pritokama. Izumrla je 2020.godine. Ova riba je stradala zbog zagađenja, prelova i gubitka staništa. Budući da nema primjeraka te vrste u zatočeništvu, bilo je nemoguće pokrenuti program uzgoja kojim bi se obnovila populacija u rijekama. 
Kineska veslokljunka je riba s izrazito dugačkim nosom te je zbog toga imala nadimak "slon riba". Mogla je narasti čak do 7 metara dužine, što ju je činilo jednom od najvećih slatkovodnih riba na svijetu.
Često je 1970-ih bila meta ribara, ali joj je glavni udarac zadalo podizanje brane Gezhouba 1981., kada je uginulo pola njene ukupne populacije. Naime, zbog brane ribe više nisu mogle plivati uzvodno do mjesta mriješćenja.
1989. uvrštena je u ugrožene životinje, ali tada je već bilo prekasno da se osigura njen opstanak. Zadnji primjerak te ribe viđen je 2003.